# Серова, Ирина Агриевна
Ирина Агриевна Серова (в девичестве — Аугшкап, латыш. Irina Augškapa; род. 7 мая 1957, Рига) — советская и российская актриса театра и кино, заслуженная артистка России.

## Биография
Родилась 7 мая 1957 года в Риге в семье актёра, заслуженного артиста Латвийской ССР Агрия Аугшкапа. Латышка по отцу и армянка по матери. Кроме того, имеет польские, белорусские, немецкие, еврейские и французские корни. Её сестра — заслуженная артистка России Татьяна Аугшкап (род. 1961).
В 1981 году окончила ГИТИС, курс Андрея Гончарова. На киноэкранах Серова впервые появилась в 1979 году в фильме «Сыщик». В 1981—1985 годах работала в театре имени Маяковского, затем год — в московском ТЮЗе, а с 1986 года — в Ленкоме. Была занята в постановках — «Жестокие игры», «Дорогая Памелла», «Трубадур и его друзья», «Мудрец», «Ромул Великий», «Варвар и еретик», «Вечный обманщик», «Ложь во спасение» (Хеновева). Играет в спектаклях «Tout payé, или Всё оплачено» (Мелия), «Женитьба» (Арина Пантейлемоновна), «Шут Балакирев» (Бурыкина Дарья Степановна), «Под одной крышей» (Нина Петровна).
В марте 2006 года указом президента России Владимира Путина Ирине Серовой присвоено звание заслуженный артист России.

## Семья
Муж — заслуженный артист России Сергей Серов (род. 1957). Сын — актёр Александр Серов-Останкинский (род. 1980).

## Театральные работы

### Театр имени Маяковского (1981—1985)
- «Записки из подполья»
- «Смотрите, кто пришёл»

### Московский театр юного зрителя (1985—1986)
- «Бесприданница» — Лариса Дмитриевна Огудалова

### Ленком (с 1986)
- «Жестокие игры» — Неля
- «Дорогая Памела» — Глория Гулок
- «Трубадур и его друзья»
- «Мудрец» — Мамаева
- «Ромул Великий»
- «Варвар и еретик» — Баронесса Вурмергельм
- «Ва-банк»
- «Tout payé, или всё оплачено» — Мелия
- Ложь во спасение — Хеновева

## Фильмография
| Год       |   | Название                                     | Роль                                  |
| --------- | - | -------------------------------------------- | ------------------------------------- |
| 1979      | ф | Сыщик                                        | Нина Гладкова, девушка Евгения Кулика |
| 1980      | ф | У матросов нет вопросов                      | абитуриентка                          |
| 1988      | ф | Диктатура совести                            | Имя персонажа не указано              |
| 1992      | ф | Вишнёвый сад                                 | Дуняша                                |
| 2001      | с | Идеальная пара                               | банковская служащая                   |
| 2002      | с | Трое против всех                             | мать Матвея                           |
| 2004      | с | Красная площадь                              | Имя персонажа не указано              |
| 2004      | ф | Моя мама — невеста                           | Ирина, тётка Ларисы                   |
| 2005      | ф | Виола Тараканова. В мире преступных страстей | Галина                                |
| 2005      | ф | Мистификация                                 | Мавра                                 |
| 2005      | ф | Моя прекрасная няня                          | доктор Вялотекущенко                  |
| 2006      | ф | Из пламя и света                             | Мария Васильевна Сушкова              |
| 2007      | ф | Агентство «Алиби»                            | Имя персонажа не указано              |
| 2007      | с | Богатая и любимая                            | Надя Поспелова                        |
| 2008      | с | И всё-таки я люблю…                          | Имя персонажа не указано              |
| 2008      | ф | Королева                                     | Клара Васильевна                      |
| 2008      | с | Шальной ангел                                | Света, соседка Некрасовых             |
| 2008—2011 | с | Универ                                       | эпизодическая роль                    |
| 2009      | ф | Две сестры 2                                 | Клюквина                              |
| 2009      | с | Огни большого города                         | Наталья Юрьевна, мать Нины            |
| 2010      | ф | Доктор Тырса                                 | Наталья Рощина, тренер Нины           |
| 2010      | ф | Мой грех                                     | Баринова, фермерша                    |
| 2010      | ф | Неудачников.net                              | Люда, писательница, подруга Лены      |
| 2010      | ф | Сваты 4                                      | Нина Крутоголова, жена Гоши           |
| 2010      | ф | Солнечное затмение                           | мама Анны                             |
| 2011      | ф | Папины дочки                                 | сестра Зины                           |
| 2012      | ф | С новым годом, мамы!                         | дед мороз                             |
| 2014      | ф | Друзья друзей                                | полковник полиции                     |
| 2014      | ф | Корпоратив                                   | лейтенант полиции                     |
| 2014      | с | Тихая охота                                  | Фира Соломоновна                      |
| 2018—2022 | с | #СеняФедя                                    | Светлана Петровна, мама Феди          |
| 2020—2024 | с | Зона комфорта                                | мать Ярослава                         |

### Озвучивание
| Год  |   | Название   | Роль                            |
| ---- | - | ---------- | ------------------------------- |
| 2008 | ф | День радио | голос женщины в концертном зале |